# Усадьба Усачёвых — Найдёновых
Усадьба Усачёвых — Найдёновых («Высокие Горы») — усадьба в Москве по адресу улица Земляной Вал, дом 53. Объект культурного наследия федерального значения.

## История
В XVI веке здесь была усадьба великого князя, в XVII-м — загородный двор боярина Б. И. Морозова, в XVIII веке он несколько раз менял хозяев. В начале XIX в. усадьба принадлежит купцу Василию Борисовичу Невежину после смерти которого, последовавшей 2 мая 1817 года, хозяйкой становится его вдова Степанида Гавриловна, которая в свою очередь продаёт усадьбу 28 июня 1828 года купцам Василию и Пётру Николаевичам Усачёвым, у которых в конце 1850-х гг. её приобретает  Г. И. Хлудов. После смерти Г. И. Хлудова в 1885 году, дом принадлежит его наследникам, жене Пелагее Давыдовне и дочерям Александре, Клавдии, Прасковье и Любови. После смерти Пелагеи Давыдовны хозяйками остаются дочери, причём владеют им будучи замужними, т.е. под фамилиями своих мужей: Найдёнова Александра Герасимовна, Вострякова Клавдия Герасимовна, Прохорова Прасковья Герасимовна, Лукутина Любовь Герасимовна. С 1912 года дом принадлежит только Александре Герасимовне (в браке Найдёновой).
Сами Найдёновы владели соседним участком, выходящим к Яузе.
Усадьба построена по заказу торговавших чаем купцов В. Н. и П. Н. Усачёвых швейцарским архитектором Доменико Жилярди, это работа стала одной из его последних в России. Главный дом усадьбы выстроен на вершине спускающегося к Яузе холма, в настоящее время он стоит на красной линии улицы, хотя в прошлом перед домом располагался палисадник, аналогично большинству домов Садового кольца. Вдоль улицы тянется широкий пандус, который поднимается до уровня парадного этажа дома. Он выполняет две функции: отделяет от улицы усадебный парк и соединяет внутренний объём дома с природным окружением, аналогичный приём использован в Камероновой галерее в Царском Селе. Сам главный дом имеет высокий цокольный полуэтаж. Украшением парадного фасада является классический восьмиколонный ионический портик. Выходящий на пандус и террасу с лестницей боковой фасад декорирован ордерной аркадой и лепниной.
Приусадебный парк, в планировке которого использованы регулярные и живописные приёмы, имеет площадь 8,2 га. Многие аллеи парка замыкались садовыми павильонами, часть которых сохранилась. «Чайный» (или «Музыкальный») домик отличается свободной ордерной композицией, изящностью пропорций и украшен лепниной. Беседка-ротонда выделяется рёбрами покрытия, формирующими импровизированный купол. Домик и ротонда датируются 1836 годом, возможно в их доработке принимал участие архитектор А. Г. Григорьев. Дошли до настоящего времени чугунные вазы и львы на пандусе, парковые статуи, кованый козырёк над парадным крыльцом главного дома. Частично сохранился живописный декор интерьеров дома, в том числе плафон с гирляндами и грифонами в одном из залов и композиция в коридоре с романтическими руинами и путти, которая изображена в духе П. Гонзага.
В настоящее время в усадьбе располагается Московский научно-практический центр медицинской реабилитации, восстановительной и спортивной медицины.
Внутри главного корпуса усадьбы имеются сохранившиеся расписные потолки. В основном это орнаменты в коридоре 1 и 2  этажей, потолок с лепниной в форме большого квадрата мужской (в настоящее время) палаты с изображениями 4-х девушек, предположительно символизирующие времена года, и орнамент потолка широкой  центральной лестницы, ведущей на 3 этаж, где располагается местная администрация.

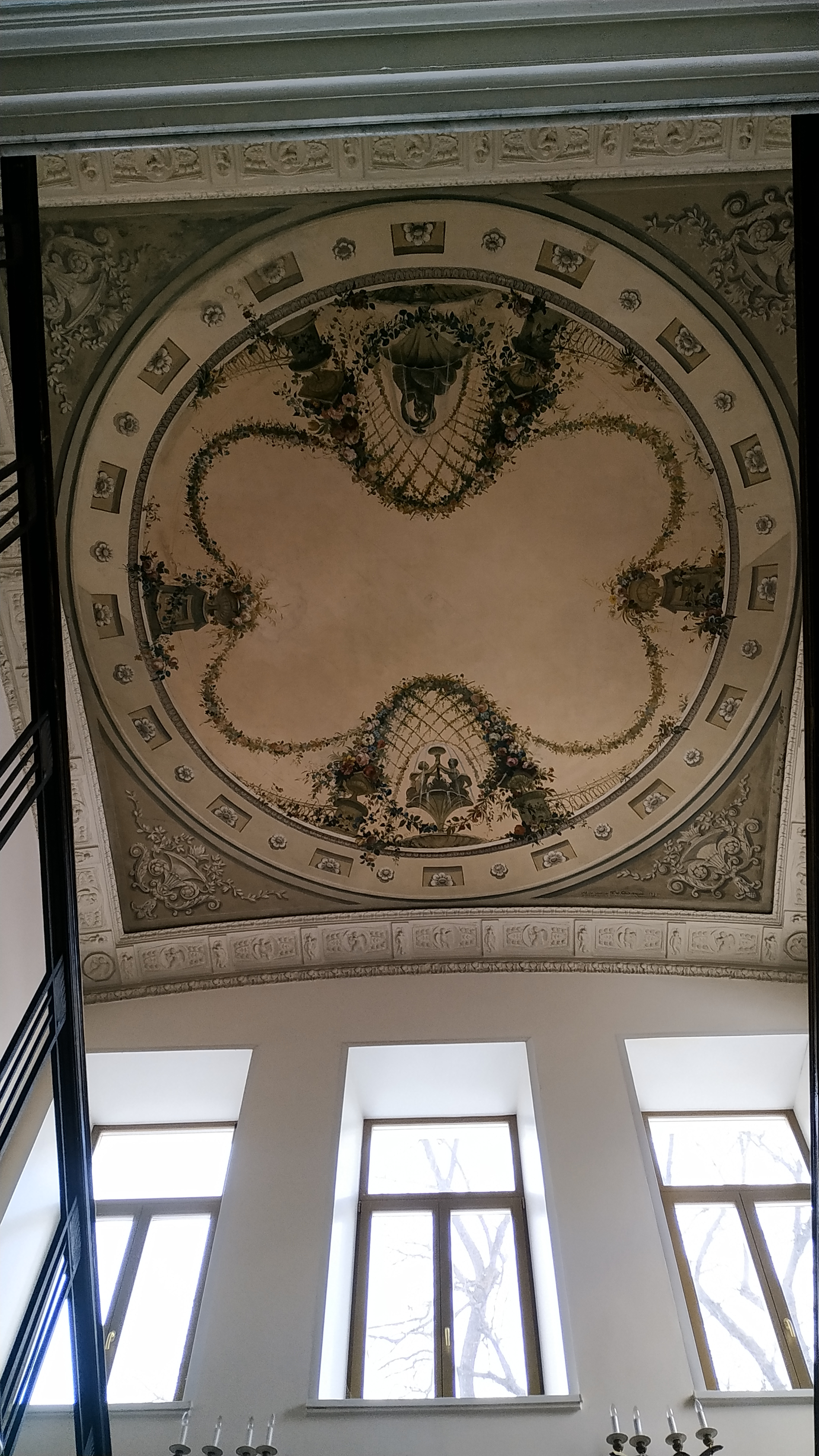
Главный корпус. Потолок над центральной лестницей
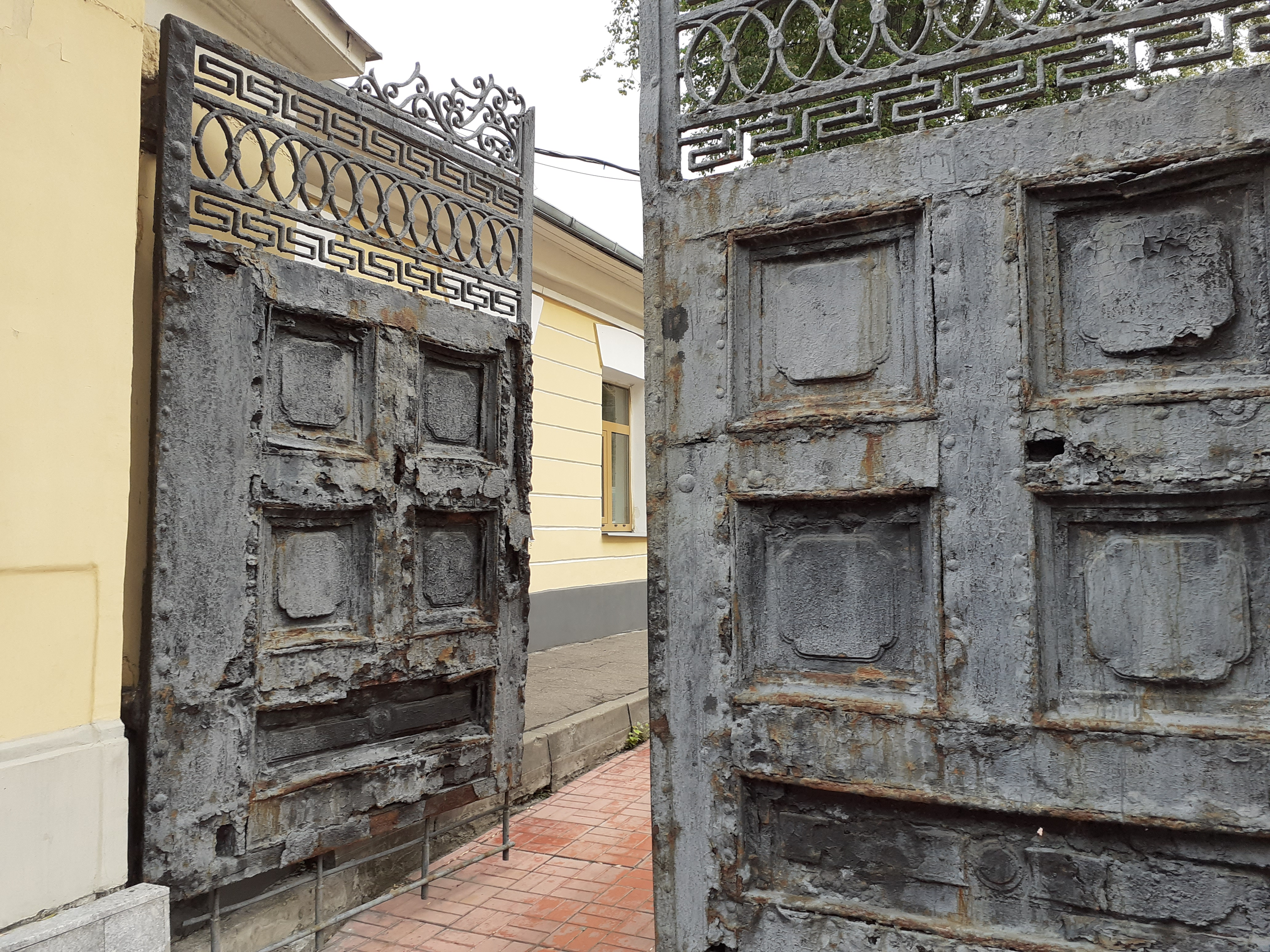
Главные ворота
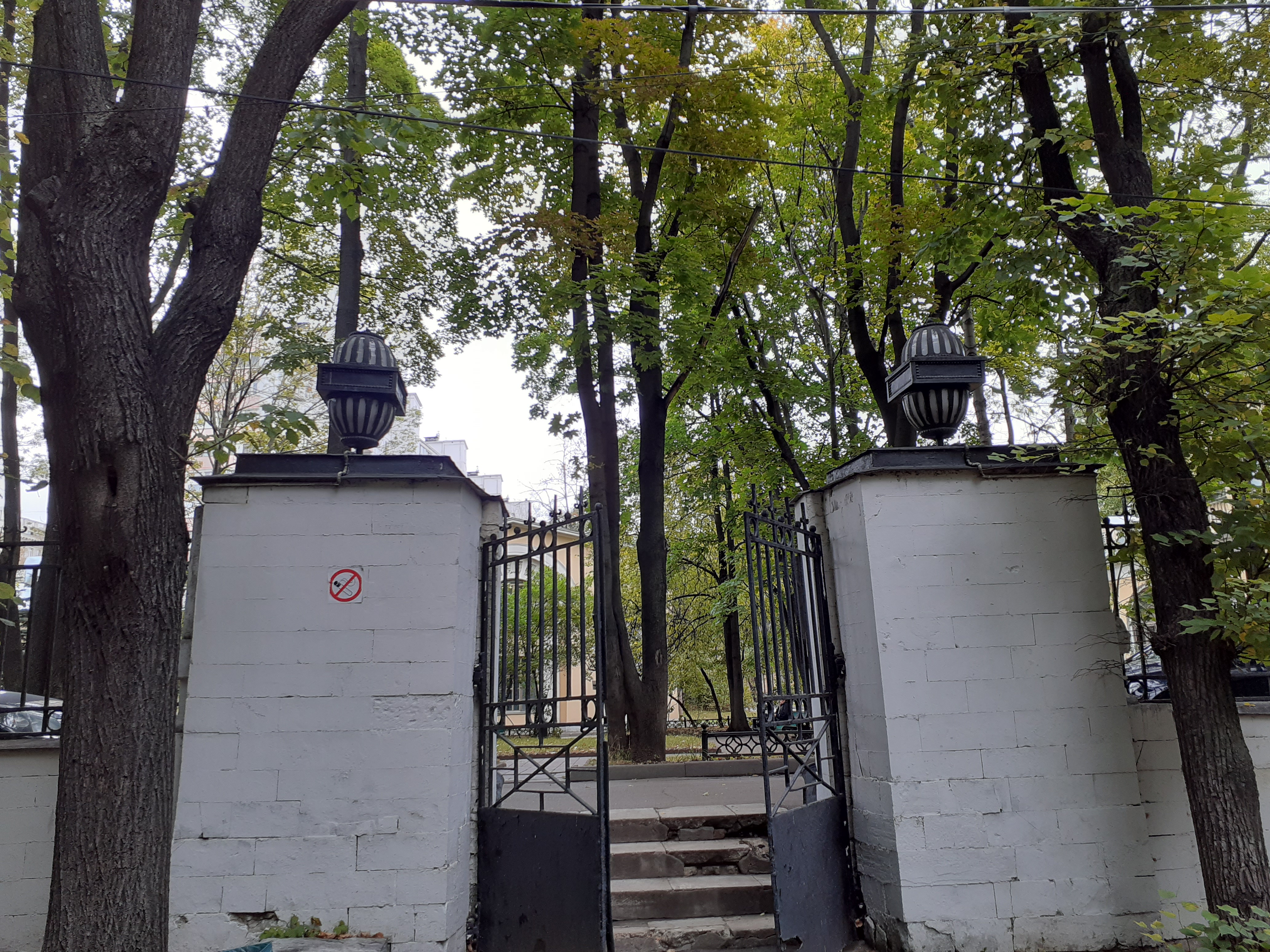
Ворота в парк
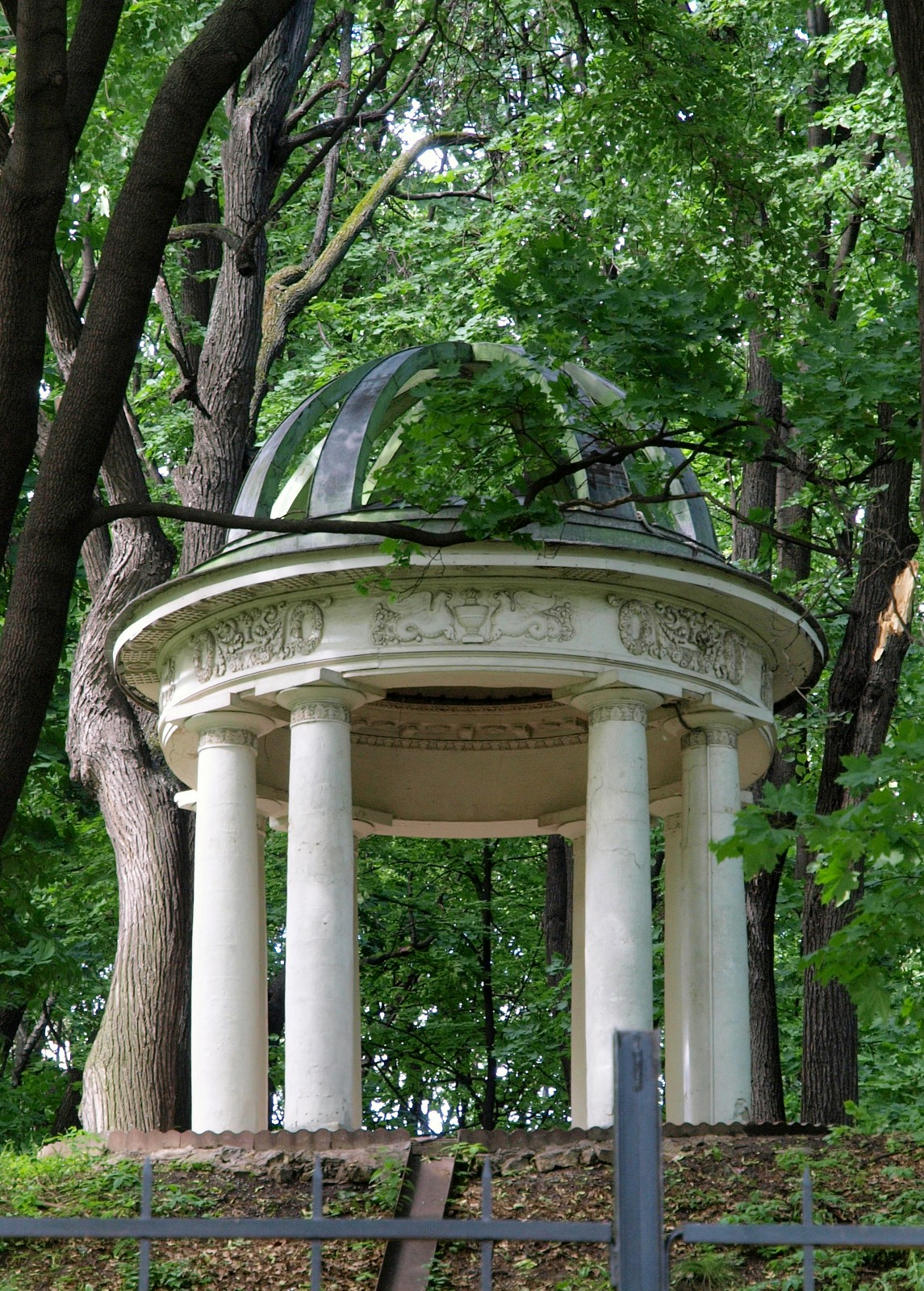
Беседка-ротонда
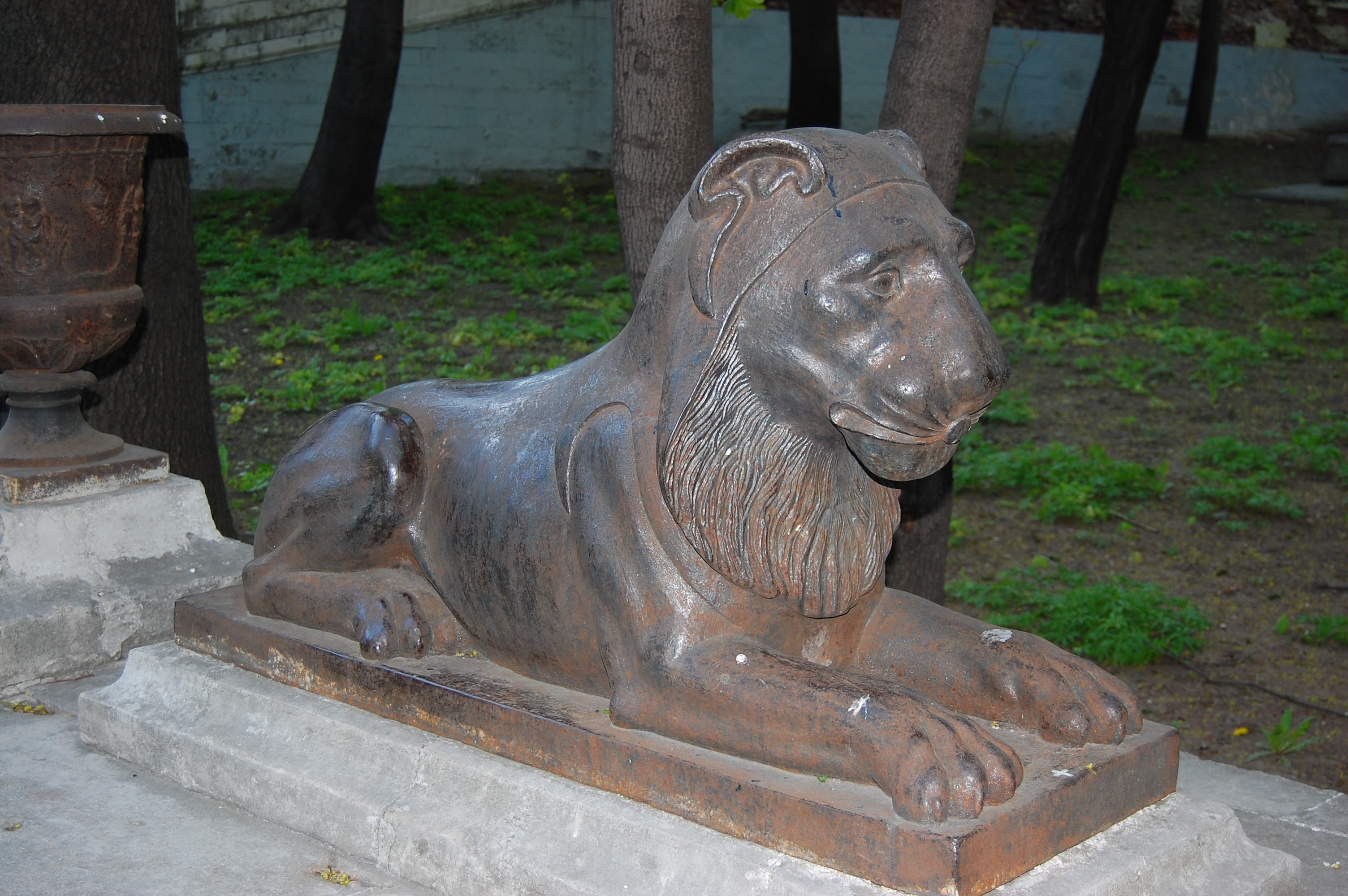
Один из чугунных львов
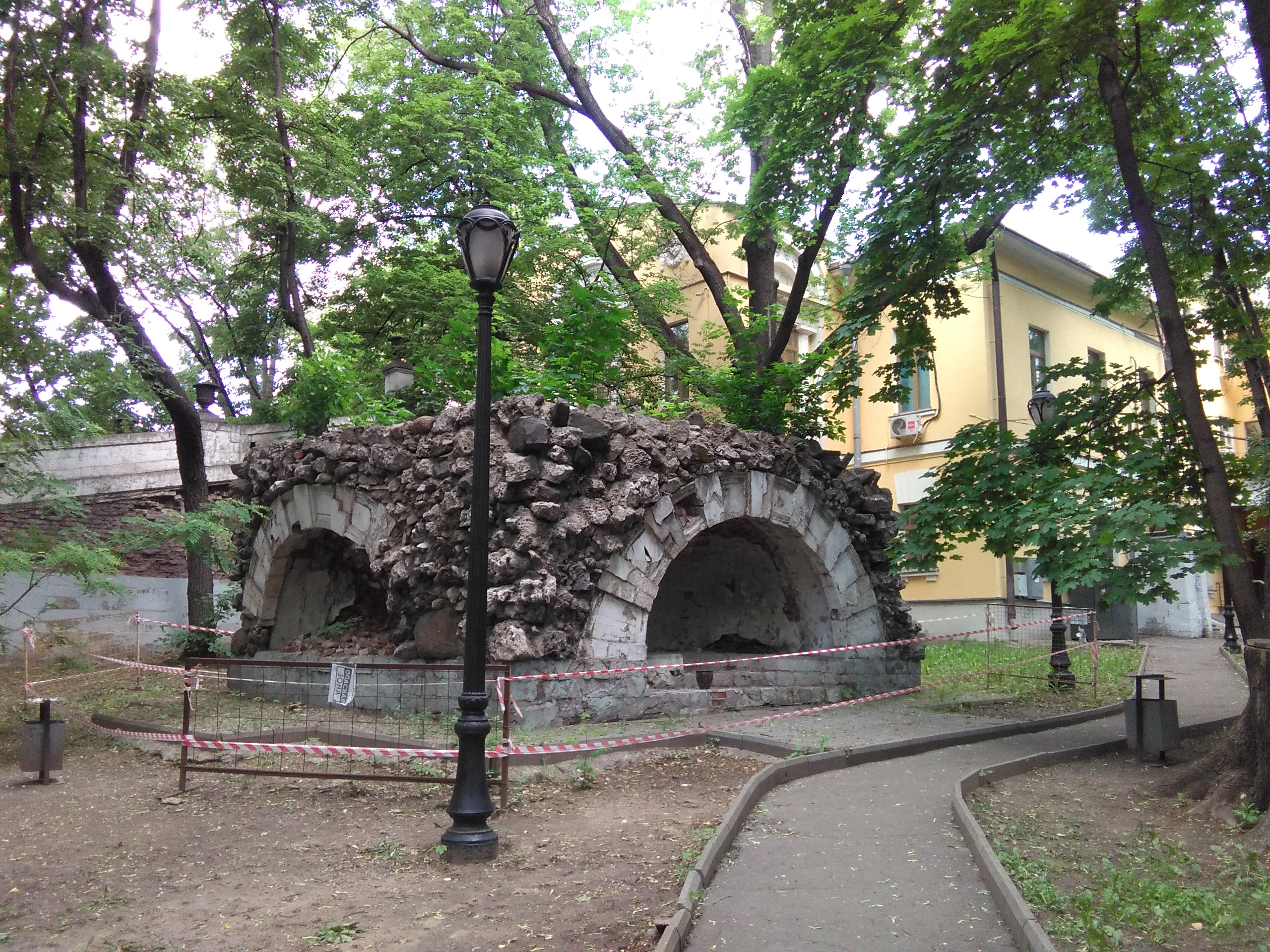
Грот